# 桃阳县
桃阳县，又称为洮阳县，中国古代历史上的一个县，始置于西汉汉武帝元鼎六年（公元前111年），位于今广西壮族自治区全州县一带，隶属于从长沙国析出的零陵郡。新朝，零陵郡改名九疑郡，桃阳县隶属于九疑郡。东汉，零陵郡复名，桃阳县隶属于零陵郡。隋朝开皇十年（公元590年）,桃阳县和观阳县合并为湘源县，隶属于湘州零陵郡，桃阳县成为历史地名。